# تم اصلی
تم اصلی (به انگلیسی: Main Theme) قطعه‌ای بدون‌آواز از گروه موسیقی پراگرسیو راک بریتانیایی پینک فلوید است و در سومین آلبوم آنها قرار دارد. این قطعه در ابتدای فیلم بیشتر پخش می‌شود.

## اجرای زنده
این قطعه تنها چند بار در تورهای ۱۹۷۰ پینک فلوید اجرا شده‌است. برخی تفاوتهای اجراهای زنده با استودیویی ؛ زمان طولانی‌تر، چند جیغ از راجر واترز و سولوی گیتاری که توسط دیوید گیلمور نواخته می‌شود.

## دست‌اندرکاران
- دیوید گیلمور - اسلاید گیتار
- ریچارد رایت - ارگ
- راجر واترز - بیس
- نیک میسن - درام و ساز کوبه‌ای